# Рузський Дмитро Павлович
Рузський Дмитро Павлович (6 (18) січня 1869, Ветлуга, Костромська губернія, Російська імперія — 1937, Загреб, Королівство Югославія) — російський вчений у галузі прикладної механіки. Професор (від 1903) Київського політехнічного інституту, Петроградського інституту шляхів сполучення, Петроградського політехнічного інгституту, Загребського університету. Дійсний статський радник.

## Життєпис
Народився в сім'ї дрібного чиновника Павла Віттовича Рузського, котрий дослужився до чину дійсного статського радника, який надавав право на спадкове дворянство. Мати — Олександра Христофорівна Рузська, до шлюбу Пономарьова. Мав братів: Миколу (1865 — 1927), Олександра (1867—1936) та Михайла (1870 р. н.). Двоюрідний брат генерала Миколи Рузського , причетного до відречення Миколи II від престолу .
1887 року закінчив гімназію у Нижньому Новгороді. Того ж року вступив до Імператорського університету Св. Володимира на фізико-математичний факультет у Києві, де у той час жили його мати та брат Олександр.
Наступного року перейшов на фізико-математичний факультет Імператорського Московського університету, який закінчив 1891 року за розрядом математичних наук і отримав диплом I ступеня.
1895 року закінчив інженерно-механічне відділення Імператорського Московського технічного училища.
Член масонської ложі, венерабль, член місцевої петербурзької Ради і секретар її .

### Родина
Був одружений із Ольгою Петрівною Сакович, з якою мав дітей Тетьяну, Ірину та Миколу.